# Gochenée (Doische)
Ne pas confondre avec le hameau homonyme du village de Forville.
Gochenée (en wallon Gochnêye) est une section de la commune belge de Doische située en Wallonie dans la province de Namur.
C'était une commune à part entière avant la fusion des communes de 1977.

## Étymologie
XIIe siècle Goxineis : propriétés de ceux de (suffixe -iniacas) Godtso, anthroponyme hypocristique germanique,.

## Géographie
Le village est borné au nord par Soulme, au nord-est par Hermeton-sur-Meuse, au sud-est par Agimont, au sud et au sud-ouest par Vodelée et à l’ouest par Surice.

## Évolution démographique
- Source : DGS, 1831 à 1970=recensements population, 1976= habitants au 31 décembre

## Histoire
Terre de la Principauté de Liège, elle fut également une commune du département de Sambre-et-Meuse sous le régime français.
On a trouvé sur le territoire de Gochenée des monnaies romaines et des sépultures mérovingiennes.
Le village a connu un destin compliqué. Bien que terre de la principauté de Liège, elle devait payer certains droits au comte de Namur. En 1224, une dame Hawide donne une terre de Gochenée au prieuré d’Hastière tandis que l’abbaye de Brogne en réclame le cens. Vingt ans plus tard, une contestation entre les abbayes de Florennes et d’Hastière est réglée par une sentence arbitrale.
Jusqu’à la fin de l’Ancien Régime, Gochenée relève de la cour féodale de Hierges.
Le village est vendu en 1555, à Charles-Quint qui veut construire la forteresse de Charlemont mais le prince-évêque de Liège ne recevra jamais de compensation pour l’abandon de sa souveraineté.
Le village est mis à sac par les garnisons de Mariembourg, Philippeville et Charlemont en 1577 et un peu plus tard, par les gens de guerre de la châtellenie de Couvin.
En 1669, le village est cédé à la France malgré les protestations du prince-évêque de Liège qui rentre seulement en possession de Gochenée au traité des Limites de 1772.
Au milieu du XVIe siècle, le seigneur du lieu était Thibaut de Bourlers, seigneur de Virelles ; par la suite, Gochenée a appartenu à une famille de maîtres de forges, les Jacquier de Rosée. Le village a toujours vécu de l’agriculture (élevage et culture d’avoine et d‘épeautre).

En 1830, le village comptait 300 habitants répartis dans deux fermes et 138 maisons.

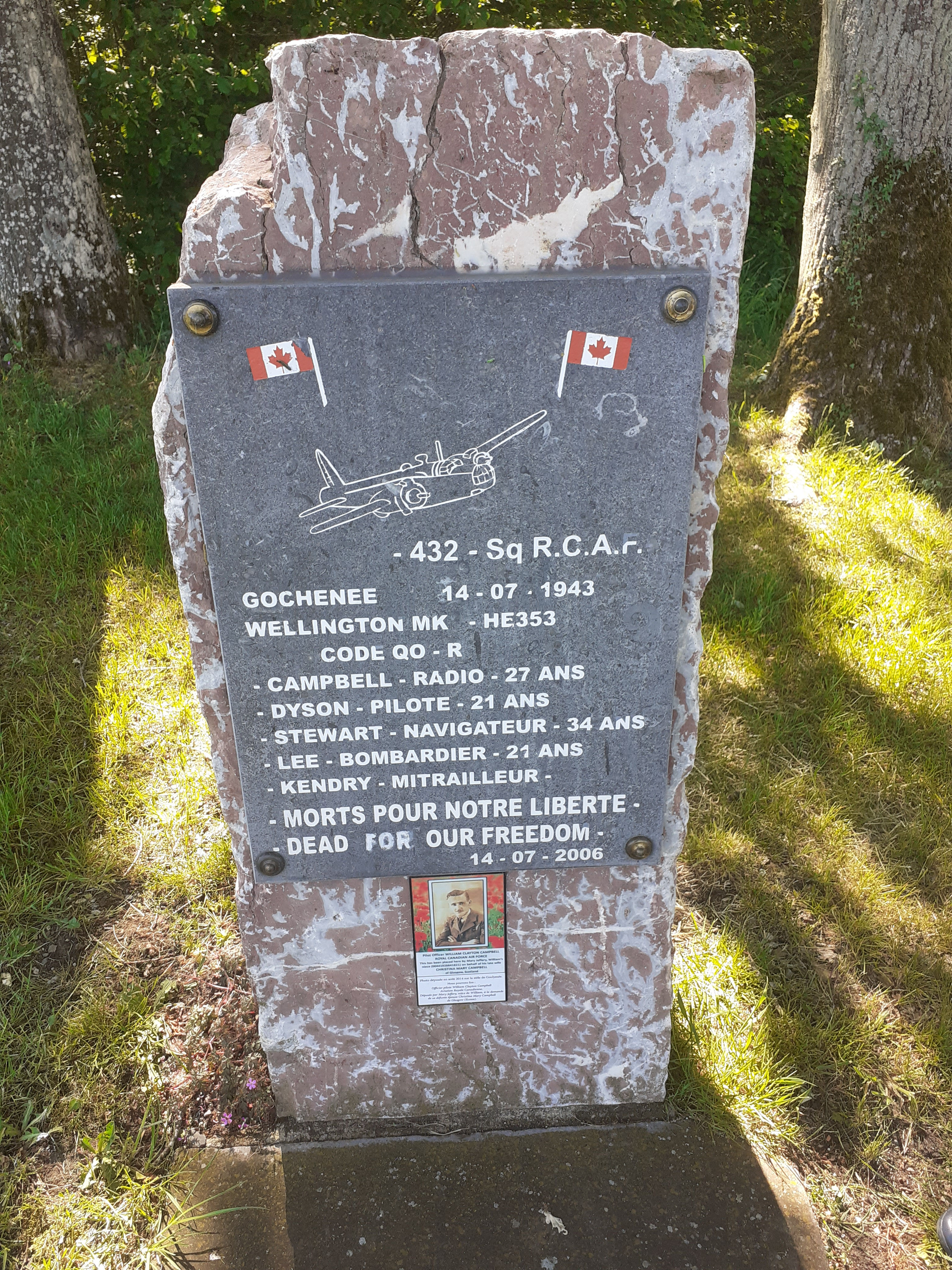
Stèle commémorative - Chute du Wellington Gochenée.

Chute d’un avion allié — Le 14 juillet 1943, un avion Wellington, avec 5 Canadiens à bord, s’écrase au sud du village, abattu par Wilhelm Herget, de la base aérienne de Florennes. En 2006, des bénévoles ont dressé un bloc de marbre portant une stèle en leur honneur. En 2015, 72 ans jour pour jour après le crash, on y a ajouté à côté un panneau didactique.

## Patrimoine
- Église Saint-Géry. Edifice daté du 1er tiers du XVIIIe siècle[5].
- École communale, rue d'Azber. Datant de 1854 en style néo-classique[6].
- Ancienne école communale, rue du Butia. Datant de 1743 et surélevé d'un étage au XIXe siècle[6].
- Ferme du Centre, située près de l'église. Construit à partir des XVIe et XVIIe siècles jusqu'au XIXe siècle[7].